# Луиђи Рандацо
Луиђи Рандацо (ит. Luigi Randazzo; Парма, 30. април 1994) је италијански одбојкаш. Висок је 198 cm и игра на позицији примача сервиса у Алтотевере Чита ди Кастелу. 

## Играчка каријера

### Клупска каријера
Луђи Рандацо је, у јуниорској конкуренцији, наступао за Андреоли Латину (2008 - 2010), а Лубе Банка Марке Мачерата је била његов први сениорски тим (2010 - 2013). Након три сезоне, преселио се у Вибо Валенцију, у којој је провео само годину дана (Тоно Калипо Калабрија, 2013/14), па од 2014. игра за Алтотевере Читу ди Кастело. 

У регуларном дијелу сезоне 2013/14. је, у дресу Тоно Калипо Калабрије, био 26. на листи најбољих поентера (216 поена, 22 утакмице), 21. на листи најбољих сервера (17 ас сервиса, 22 утакмице) и 33. на листи најбољих примача сервиса (62 идеално примљена сервиса, 22 утакмице) Серије А1. 
У регуларном дијелу сезоне 2014/15. је, као првотимац Чита ди Кастела, био 26. на листи најбољих поентера (270 поена, 24 утакмице), 49. на листи најбољих сервера (13 ас сервиса, 24 утакмице) и 33. на листи најбољих примача сервиса (102 идеално примљена сервиса, 24 утакмице) Серије А1. 

### Репрезентативна каријера
Прву утакмицу за азуре је одиграо 23. маја 2014. против Бразила (3:1).
Освајач је бронзане медаље у Свјетској лиги 2014.
Један је од четворице играча, који су, у јулу 2015. године, због недисциплине удаљени из националног тима.